# Phaonia latipullatoides
Phaonia latipullatoides är en tvåvingeart som beskrevs av Wang 1998. Phaonia latipullatoides ingår i släktet Phaonia och familjen husflugor. Inga underarter finns listade i Catalogue of Life.